# Peter Cehlárik
Peter Cehlárik (ur. 2 sierpnia 1995 w Żylinie) – słowacki hokeista, reprezentant Słowacji, olimpijczyk.

## Kariera klubowa
- MsHK Žilina U18 (2008-2011)
- MsHK Žilina U18 B (2009-2011)
- Luleå HF J18 (2011–2013)
- Luleå HF J20 (2012–2013)
- Luleå HF (2012–2016)
  -  Asplöven HC (2013/2014)
- Providence Bruins (2016–2020)
- Boston Bruins (2017–2019)
- Leksands IF (2020-2021)
- Awangard Omsk (2021-2022)
- EV Zug (2022-2023)
- Leksands IF (2023-)

Wychowanek klubu MsHK Žilina w rodzinnym mieście, w którego zespołach juniorskich rozpoczynał karierę. W 2011 wyjechał do Szwecji i grał w drużynach klubu Luleå HF, w tym występując w zespole seniorskim w rozgrywkach SHL do 2016. W tym został wybrany w NHL Entry Draft 2013 przez Boston Bruins, a w KHL Junior Draft 2016 przez Łokomotiw Jarosław. W czerwcu 2016 podpisał kontrakt z Boston Bruins i od tego roku przez cztery sezony grał sporadycznie w jego barwach w NHL, zaś głównie występował w zespole farmerskim, Providence Bruins w lidze AHL. W czerwcu 2017 jego prawa zawodnicze w ramach KHL nabył SKA Sankt Petersburg od Łady Togliatti. W lipcu 2020 przedłużył kontrakt w Bostonie o rok. W sierpniu 2020 został zawodnikiem szwedzkiego klubu Leksands IF w rozgrywkach SHL (w sezonie 2020/2021 w drużynie grał też jego rodak Marek Hrivík). W maju 2021 jego prawa zawodnicze przejął Awangard Omsk. W kolejnym miesiącu ogłoszono podpisanie jego kontraktu z tym klubem. W maju 2022 podpisał kontrakt ze szwajcarskim EV Zug do 2024. Został zwolniony na początku lutego 2023. Powrócił wtedy do Leksands IF.

## Kariera reprezentacyjna
W kadrach juniorskich kraju uczestniczył w turniejach mistrzostw świata do lat 17 edycji 2008, mistrzostw świata do lat 18 edycji 2013, mistrzostw świata do lat 20 edycji 2014, 2015. W kadrze seniorskiej uczestniczył w turniejach mistrzostw świata edycji 2016, 2021, zimowych igrzysk olimpijskich 2022.

## Sukcesy
Reprezentacyjne
- Awans do Elity mistrzostw świata do lat 18: 2012
- Brązowy medal zimowych igrzysk olimpijskich: 2022

Klubowe
- Srebrny medal mistrzostw Szwecji: 2013 z Luleå HF
- Zwycięstwo w Hokejowej Lidze Mistrzów: 2015 z Luleå HF
- Puchar Otwarcia: 2021 z Awangardem Omsk

Indywidualne
- Mistrzostwa świata do lat 18 w hokeju na lodzie mężczyzn 2013/Elita:
  - Jeden z trzech najlepszych zawodników reprezentacji
- Svenska hockeyligan (2014/2015):
  - Pierwsze miejsce w klasyfikacji asystentów wśród juniorów w sezonie zasadniczym: 13 asyst
- Mistrzostwa Świata w Hokeju na Lodzie 2021 (elita):
  - Siódme miejsce w klasyfikacji strzelców w turnieju: 5 goli[10]
  - Trzecie miejsce w klasyfikacji asystentów w turnieju: 6 asyst[11]
  - Piąte miejsce w klasyfikacji kanadyjskiej w turnieju: 11 punktów[12]
  - Najlepszy napastnik turnieju[13]
  - Jeden z trzech najlepszych zawodników reprezentacji
- KHL (2021/2022):
  - Dwa gole (w tym zwycięski) w meczu o Puchar o Puchar Otwarcia (CSKA Moskwa - Awangard 0:4)[14][15]
  - Trzecie miejsce w klasyfikacji asystentów w fazie play-off: 12 asyst